# Antonio Pérez del Hierro
Antonio Pérez del Hierro (Valdeconcha, Regne de Castella, 1540 - París, França, 7 d'abril de 1611). Va ser el Secretari d'Estat del monarca espanyol Felip II de Castella. Era fill de Gonzalo Pérez secretari, al seu torn, de l'emperador Carles V. Amant de la Princesa d'Éboli, el 1578 fou acusat de l'assassinat de Juan de Escobedo i de traïció a la Corona espanyola; empresonat, fugí al regne d'Aragó el 1590 i, acollint-se a la seva ascendència aragonesa, apel·là al Privilegi de manifestació per demanar protecció al Justícia d'Aragó. Els intents de la corona per obviar els Furs aragonesos i arrestar-lo desembocaren en un sollevament conegut amb el nom d'Alteracions d'Aragó, que finalitzà amb l'anorreament dels líders constitucionalistes aragonesos i l'esquarterament del poder competencial tant del Justícia d'Aragó com de la Generalitat d'Aragó.

## Biografia
El seu pare, Gonzalo Pérez, originari del regne d'Aragó, va gaudir d'una posició encimbellada a la societat i a la política, i fou molts anys secretari d'Estat de Carles V i de Felip II. De les relacions de Gonzalo amb una dona casada, Juana Escobar, va néixer Antonio, que va ser legitimat per Real cèdula del 4 d'abril de 1542, en atenció als grans serveis del seu pare. Pérez va rebre una educació acurada, i va cursar els seus estudis a la Universitat d'Alcalá de Henares, i a Salamanca. Després va viatjar amb el seu pare per Europa, i va visitar, entre altres poblacions, Pàdua, Venecia i Lovaina, on va completar la seva instrucció al costat dels professors més savis, com Nanio, Muret i Sigonius.
Pérez era d'intel·ligència desperta i de gran aplicació, i sent molt jove va començar la carrera política en qualitat d'auxiliar del seu pare. Alhora va voler preparar-se per a l'avenir, i així es va procurar amistats que més endavant el poguessin sostenir en els seus plans ambiciosos. Aleshores es disputaven la influència de la cort dos partits, el del príncep d'Eboli, cortesà i hàbil, i el del duc d'Alba, representant de l'austeritat i de la intransigència. Pérez no va vacil·lar en l'elecció, i va arribar a ser breu l'home de confiança de Ruy Gómez de Silva, príncep d'Eboli, que suggestionat pels agradables modals, viva intel·ligència i simpatia del seu jove amic, va parlar de rei amb entusiasme. Felip II va vacil·lar abans de nomenar-lo secretari d'Estat dels assumptes italians a causa de la vida llicenciosa i desarrelada de Pérez, però no va trigar a decidir-se per ell, sobretot quan va casar amb donya Juana Coello (3 de gener de 1567), per suposar que el matrimoni li faria canviar la vida.
Jove de gallarda presència, de molta cultura, intel·ligent, de conversa agradable i d'un caràcter dúctil i acomodatici, no calia més per fer fortuna en aquells temps, i tots. Només un any havia passat des de la seva admissió al favor real i ja era un dels homes més influents d'Espanya, reunint a les mans el govern dels assumptes d'Itàlia i de Flandes. Val a dir que Pérez posava en l'exercici de la seva comesa el zel i l'activitat més grans. Deu anys va exercir el càrrec de secretari. Malauradament no va emprar sempre la seva influència per al bé, sinó que sovint la va fer servir per als seus fins particulars, en contraposició moltes vegades amb els interessos de l'Estat. Tal va passar, per exemple, entre les relacions entre Felip II i el seu germà Joan d'Àustria, que el secretari va intentar enverinar, presentant l'heroi de Lepant al sobirà com un ambiciós que volia obrar per compte propi, en detriment de la corona.

## Assassinat d'Escobedo
Pérez desxifrava amb falsia i segons la seva pròpia conveniència la correspondència del senyor Joan, quan es trobava a Flandes, procurant de procedir que Felip II sospités de la lleialtat del seu germà. Va decidir don Joan enviar a Escobedo, el seu secretari, perquè tractés els assumptes personals amb el rei. Va arribar, doncs, Escobedo a Madrid al juliol de 1577 i va ser mal rebut pel rei, cuidant Pérez d'evitar les explicacions que haguessin posat al descobert la seva mala fe, i així, mentre feia creure a Escobedo que el rei era hostil als plans de Joan d'Àustria, presentava Felip II com un perill l'estada del secretari de l'heroi de Lepant a la cort. El 31 de març de 1578 fou assassinat Escobedo als carrers de Madrid. L'opinió pública va assenyalar com a autor de l'assassinat a Pérez i com a mòbil del crim el que aquell hagués descobert els amors del secretari del rei amb la princesa d'Eboli.
Els autors materials del crim van ser esplèndidament recompensats per Pérez, que, a més, els va procurar mitjans perquè es posessin fora de perill. Un fill d'Escobedo, Pedro, sens dubte per instigació de Mateo Vazquez, secretari també del rei, va prendre cartes en l'assumpte i es va presentar a Felip II demanant càstig per al culpable. El monarca, al principi, no va fer cas. Però sigui per raons polítiques o particulars, sigui perquè realment va arribar a convèncer-se de la culpabilitat del seu secretari, al cap d'una any va dictar ordre de presó, que es va executar el 28 de juliol de 1579, contra Pérez i la princesa d'Eboli. La notícia va causar enorme sensació a la cort i a tot el regne, i els poderosos amics amb que comptaven els dos personatges van posar tota la seva influència per millorar la seva sort. La princesa, presonera primer a la Torre de Pinto, va ser portada al fort de Santorcaz i d'allà al seu castell de Pastrana, on va morir el 1592 sense haver aconseguit la llibertat.

## Pérez, continua amb la seva

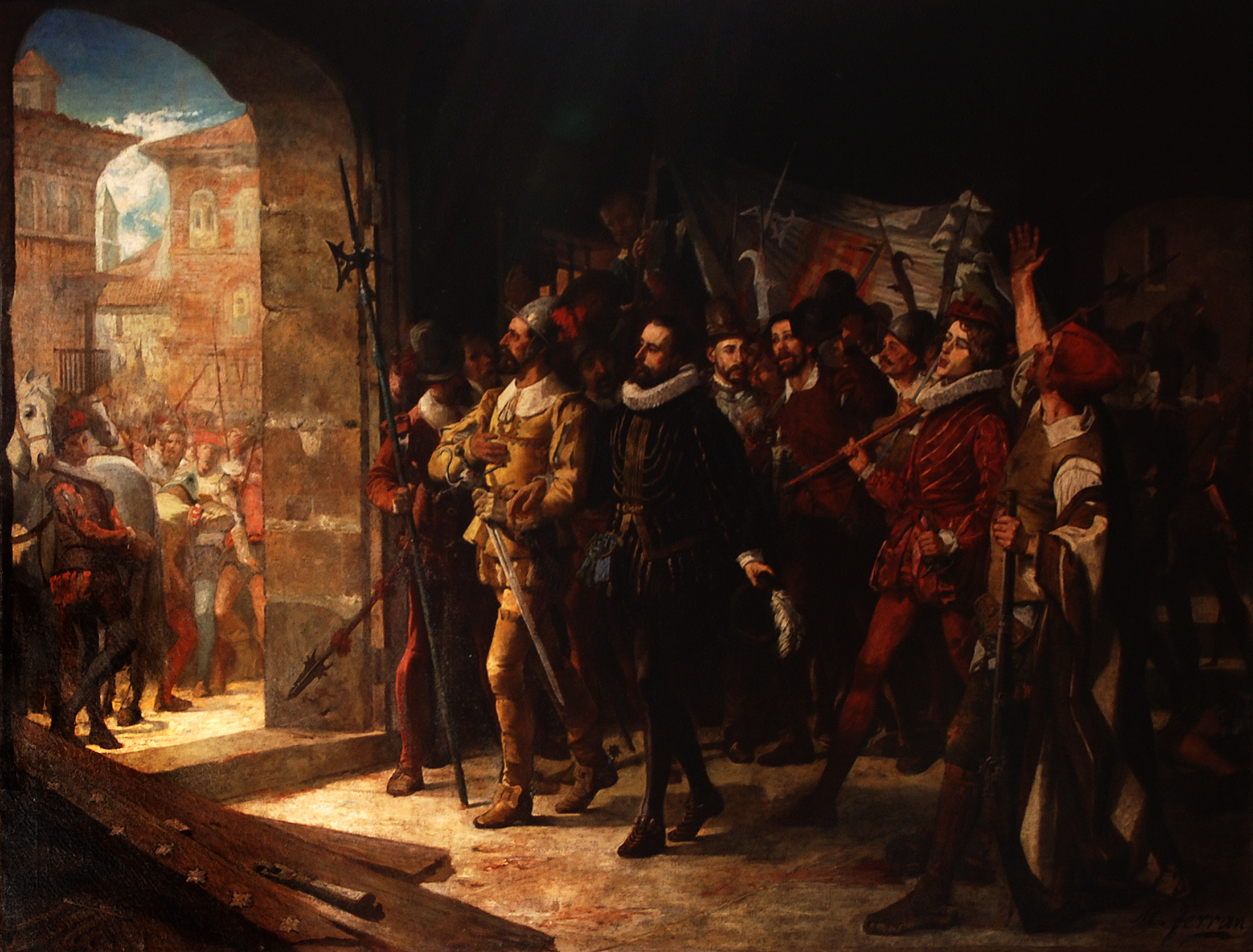
Antonio Pérez alliberat pel poble aragonès

Pel que fa a Pérez, després de quatre mesos de permanència a la casa de l'alcalde García de Toledo, se li va permetre traslladar-se a la seva pròpia, on va continuar arrestat amb guàrdies de vista durant vuit mesos. Després, se li va concedir anar a missa i a passeig i rebre visites, però no fer-les. Mentrestant, els jutges continuaven instruint el procés, i Pérez, en lloc de conduir-se amb prudència i circumspecció, va seguir, segons la majoria dels testimonis, a la seva vida d'ostentació i d'intrigues. Això va moure el rei a ordenar que s'obrís una informació pública contra Pérez, i van resultar terribles càrrecs contra l'antic favorit de Felip II, com prevaricació, luxe excessiu i relacions deshonestes amb la princesa d'Eboli. Durant aquest temps van morir Rodrigo Mangado, escuder de Pérez, i l'astròleg Pedro de la Hera, i l'opinió pública, confirmada per documents contemporanis recentment publicats, va acusar Pérez d'haver fet desaparèixer aquests personatges perquè coneixien massa la seva vida íntima.
A més, un dels assassins d'Escobedo, Antonio Enríquez, va escriure una carta al rei oferint provar que Pérez havia ordenat el crim. Pels primers fets Pérez va ser condemnat a dos anys de presó, desterrament de la cort per deu anys, privació d'ofici durant el mateix temps, i a una multa de 30.000 ducats (Gener de 1585), mentre seguia el procés per la mort d'Escobedo. Al principi va negar, però sotmès al turment, va acabar per confessar, dient que en fer donar mort a Escobedo no havia fet més que complir les ordres del rei. Gràcies a l'abnegació de la seva esposa, que es va disfressar amb les robes del pres i va donar les seves al seu marit, va poder evadir-se, i es va refugiar a Calatayud (1590). El governador aragonès Alonso Celdrán, a finals d'abril de 1590, va treure Pérez del convent dels dominics, sense atendre el dret d'asil que el refugiat va invocar a favor seu, i el va conduir a la presó dels manifestats de Saragossa, escudant el reu la seva persona i vida als furs d'Aragó. Des d'allà, Pérez va enviar a Madrid un resum de tots els mitjans de defensa, però la contestació fou condemnar-lo a morir a la forca, a ser-li tallat el cap després de mort i exposat al públic i a pèrdua de tots els seus béns. Aquesta sentència va ser donada a Madrid l'1 de juliol del 1590.

## Fugida a França
Va ser llavors quan van començar les revoltes d'Aragó, que no és des aquest lloc referir, i que van acabar amb la decapitació de Juan de Lanuza. Pérez, després de problemes diversos, va sortir de Saragossa i, per fi, després de no poques penalitats, va poder arribar a Pau (França) el novembre de 1591, on la princesa Caterina de Borbó el va acollir molt bé, igual que el seu germà Enric IV, al que es va presentar poc després a París. El monarca francès va organitzar una expedició militar contra Espanya, aconsellat per Pérez, però va fracassar l'intent, i un petit exèrcit enviat a terres espanyoles va ser derrotat del tot. Pérez es va traslladar a París, mentre que a Espanya es va donar per conclús el seu procés, sent cremat en efígie. A la capital de França l'antic secretari de Felip II va trobar protectors i simpaties, que ell es va encarregar d'augmentar pintant amb tons novel·lescos les persecucions de què havia estat objecte. Enric IV va aprofitar Pérez en els seus plans contra Felip II; en aquella ocasió va fer Pérez quant mal va poder a Espanya portat de l'enemiga al seu antic senyor Felip II. Enric IV li va assenyalar una pensió de 4.000 escuts, ja que Pérez havia perdut tots els seus béns.

## Breu estada a Londres
El 1593 va passar a Londres per presentar-se a la reina Isabel, enemiga irreconciliable de Felip II, tornant a França el 1595. En signar-se el tractat de 1598 entre Felip II i Enric IV, va perdre tota esperança de tornar a la seva pàtria, veient que no es l'incloïa en ell, com havia cregut, però la mort del monarca espanyol ocorreguda el mateix any, va reanimar aquella. Felip III va concedir la llibertat a la seva esposa Juana Coello i als seus set fills, però no va accedir que Pérez tornés a Espanya malgrat les seves reiterades súpliques. El mateix any de mort (1611) va demanar de nou que se li permeti passar a Espanya i presentar-se davant la Inquisició, però també en va.

## Mort de Pérez
Poc més tard, coneixent que s'acostava el seu fi, que fou catòlic i exemplar, va dictar al seu amic Gil de Mesa una declaració en què, entre altres coses, deia:
| « | <Que havia viscut sempre i moria com el fidel i catòlic cristià...i que sempre va ser un fidel servidor i vassall del seu rei i senyor natural.> | » |

va ser enterrat al convent dels Celestins de París, i el 1615 els seus fills van obtenir del tribunal de Saragossa una completa absolució. Pocs personatges han interessat més l'opinió ni han anat jutjats de manera tan diversa. El punt principal en què s'han fundat els seus defensors per justificar la seva conducta ha estat suposada rivalitat amorosa amb Felip II, extrem que afirmen, entre altres historiadors, Canovas del Castillo i Alfred Morel-Fatio, els qui creuen que la persecució tan aferrissada de Felip II contra el seu antic favorit i la princesa d'Eboli, no va tenir cap altre motiu que la passió que sentia per aquesta i la ira que li havia produït la seva infidelitat. Tanmateix, investigacions posteriors han llençat per terra aquesta hipòtesi desproveïda de tot fonament.

## Punt molt fosc
Un altre punt fosc és l'assassinat d'Escobedo i la intervenció que hi pogués tenir Felip II. L'opinió més generalitzada, però fins ara sense proves convincents, i només testificada per la declaració molt sospitosa del seu secretari, és que, el monarca, convençut per Pérez que Escobedo feia en contra seva, va donar al seu secretari autorització perquè el fes. desaparèixer. L'únic indubtable és que Pérez va fer matar el desgraciat secretari de Juan d'Àustria que tan perillosos secrets seus posseïa.

## Obra
Ja hem escrit que Pérez era home de tanta cultura com intel·ligència, i encara que no es pot dir que fos escriptor professional, ja que no va començar a ocupar-se en literatura fins que va perdre el favor del rei, la seva prosa es considera avui com un dels exemples de bé dir, i el seu nom figura al Catálogo de Autoridades de la Academia de la Lengua. Se li pot atribuir certa incorrecció i un conceptisme força accentuat que de vegades resulta una confusió completa, però, així i tot, hi ha originalitat i calor en el seu estil que resulta sempre vigorós i dona la sensació de la cosa viva. Potser el perjudiqui també la ostentació freqüent de trets erudits, però en general els defectes que apuntem no són suficients per ocultar les altes condicions de l'escriptor, i sobretot la seva solidesa d'esperit que llisca a través d'un llenguatge elegant i ple d'interès, emprant amb el mateix encert el to patètic, l'irònic i el metafòric, perquè la seva erudició, la seva intel·ligència i el seu coneixement de les persones i de les coses, ho permetien així.
La primera obra que se'n coneix, escrita, com totes les altres, al desterrament, és la titulada: Relaciones de su vida, que va aparèixer a Lió (1592), París (1598 i 1631), Ginebra (1644), i Madrid (1849), amb el pseudònim de Rafael Peregrino, y es una llarga justificació de la seva conducta. S'ha de citar igualment: Cartas á diferentes personas con aforismos españoles é italianos (París, 1598?), Segundas cartas y más aforismo (París, 1603), publicades també en el volum XIII de la Biblioteca de Autores Españoles, de Ribadeneira, i Memorial que presentó del hecho de su causa en el Juicio del Tribunal del Justicia que llaman de Aragón, inclòs en les edicions de les seves Relaciones, ja citades; Máximas que presentó al rey Enrique IV de Francia, impresa a Madrid, 1818; Aforismos de las cartas españolas (Madrid, 1787); Pasquin del infierno, publicat per el M. de Pidal: Alteraciones de Aragón (t. II). Norte de príncipes, virreyes, presodentes, consejeros y gobernadores. Y advertimientos políticos sobre el público y particular de una monarquía, importantisimos á los tales, fundados en materia de razón de Estado y de Gobierno (Madrid, 1788).
També se li atribueixen uns Apuntamientos militares i El secretario (manuscrit 1.046 de la Biblioteca Nacional de Madrid), un Artede gobernar ó conocimiento de las Naciones, obra indubtable del gran confident de Pérez, Baltasar Álamos de Barrientos, publicada a París el 1867, en francès y castellà, calcada en el Norte de príncipes, ja citat, i una Vida interior del rey don Felipe II, que es una traducció de una part de la Histoire de France, de Pierre Matthieu (París, 1606).
Hi ha, a més, edicions fragmentaries d'aquestes obres i una edició completa publicada per Jean de la Planche (París,1631) i altres de Ginebra, datades el 1644 i 1676. Alibray també va publicar una traducció de la majoria dels seus escrits amb el títol de Oeuvres amoureuses et politique (1641) i Morel-Fatio una selecció de les seves Cartes, gènere en el que brillà pràcticament Pérez. A més del: Praelectiones in duodecim libros codicis Justiniani.